# قراصنة وادي السيليكون (فلم)
قراصنة وادي السيليكون (الإنجليزية: Pirates of Silicon Valley) فيلم تلفزيوني قصته مقتبسه من كتاب «نار في الوادي: صناعة الكمبيوتر الشخصي» لبول فرايبرغر ومايكل سوين. يوثق الفيلم أثر الشراكة والتنافس بين شركة أبل للكمبيوتر ومايكروسوفت على تطور أجهزة الكمبيوتر الشخصية. امتدت الفترة الزمنية من مقتبل السبعينيات إلى 1997، عندما أصبح ستيف جوبز (نواه وايل) وبيل غيتس (أنتوني مايكل هال) شركاء بعد عودة جوبز لأبل. أنتج الفيلم لقناة الكابل TNT.

## القصة
يروي الفيلم قصة الرجال الذين جعلوا عالم التكنولوجيا ما هو عليه اليوم، نضالهم في الكلية، تأسيس شركاتهم، الإجراءات والقرارات التي اتخذوها لبناء إمبراطورياتهم، أصول أبل ومايكروسوفت وغرفة الفناء الخلفي الغامضة. كما يروي قصة معركتهم من أجل التفوق، حيث بدأ العمل مع أبل ثم تحول تدريجياً إلى مايكروسوفت. ثم حول كيف جوبز ووزنياك «اقترضوا» المفاهيم الأساسية من مختبر زيروكس. أما الخيط الأخير فيركز على طريقة غيتس بالاستفادة من العقل المدبر وراء أبل الذي تحولت شركته إلى القوة العالمية التي هي عليها اليوم.

## الممثلين
- نواه وايل: ستيف جوبز
- أنتوني مايكل هال: بيل غيتس
- جوي سلوتنك: ستيف وزنياك
- جيفري نوردلينغ: مايك ماركيولا
- آلان رويال: جون سكلي
- جون ديماجيو: ستيف بالمر
- جوش هوبكنز: بول آلان

## وصلات خارجية
- مقالات تستعمل روابط فنية بلا صلة مع ويكي بيانات
- قراصنة وادي السيليكون